# Diecéze asuoremixtská
Diecéze Asuoremixta je titulární diecéze římskokatolické církve.

## Historie
Asuoremixta, v dnešním Alžírsku, bylo starobylé biskupské sídlo, nacházející se v římské provincii Mauretania Sitifensis. 
Je znám jediný biskup této diecéze – Emilius, který se účastnil roku 484 koncilu v Kartágu.
Dnes je diecéze využívána jako titulární biskupské sídlo; současným titulárním biskupem je Woldetensaé Ghebreghiorghis, apoštolský vikář Hararu.

## Seznam biskupů
- Emilius (zmíněn roku 484)

## Seznam titulárních biskupů
- 1964–1990 Jorge Francisco Mosquera Barreiro, O.F.M.
- od 1992 Woldetensaé Ghebreghiorghis, O.F.M.Cap.